# Favre-Leuba

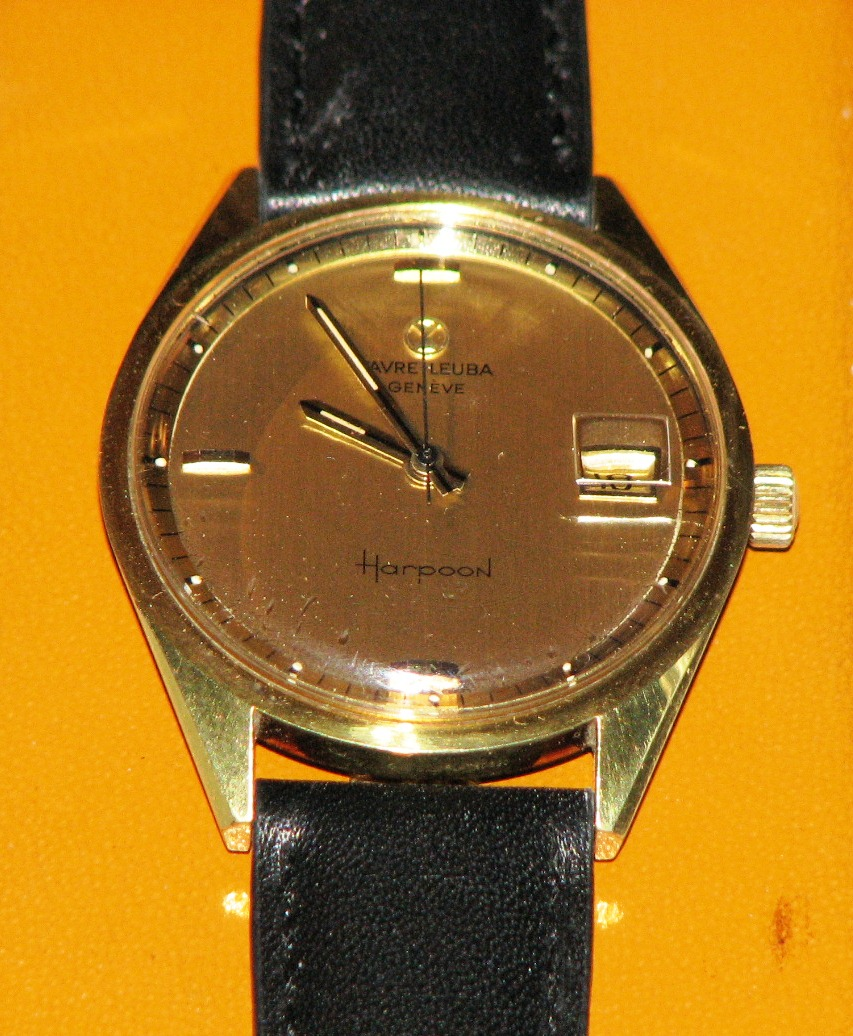
Reloj automático clásico para hombre bañado en oro "Harpoon" de Favre-Leuba

Favre-Leuba es una firma suiza que manufactura relojes de lujo. Con sede en Grenchen, Suiza, la compañía fue pionera en el diseño, fabricación y distribución de relojes. La marca se estableció en 1737, tras el registro de Abraham Favre como relojero. Sin embargo, la familia Favre-Leuba se vio obligada a vender el nombre de la empresa en 1985 debido a la crisis del cuarzo, que estuvo a punto de provocar la desaparición de la industria mecánica relojera del país helvético.
La empresa ha colaborado y apoyado a numerosos montañeros, ya que sus relojes Bivouac cuentan con un altímetro y un barómetro aneroide. Favre Leuba es la segunda marca de relojes más antigua del mundo, ya que Blancpain se fundó dos años antes, en 1735.

## Historia

### Orígenes
Un documento de archivo del 13 de marzo de 1737 declaraba a Abraham Favre (1702-1790) relojero con taller propio. Fue su hijo, que también se llamaba Abraham Favre, quien convirtió la ocupación de su padre en un negocio. En 1792, Abraham Favre y sus dos hijos, Frederic y Henry-Louis, fundaron la empresa A. Favre & Fils en Le Locle. Abraham Favre siempre se había concentrado en mejorar la tecnología de sus relojes, sus propiedades a diferentes temperaturas y los materiales utilizados en la relojería para hacer que los movimientos fueran más fiables y precisos.
El hijo de Frederic Favre, Henry-Augustus, que tenía solo 19 años en ese momento, colaboró con Auguste Leuba, miembro de una familia de relojeros y comerciantes, creando la marca Favre-Leuba en 1815 y ampliando la empresa familiar para comercializar sus productos en varios países.

### Desarrollo posterior e innovaciones
Fritz Favre, que se casó con Adele-Fanny Leuba en 1855, expandió el negocio por Europa, América y Asia. En 1865, Fritz Favre viajó a la India y lanzó allí sus propios productos, convirtiendo el país en un mercado muy importante para Favre-Leuba, que fue la primera empresa suiza del sector en establecerse en la India. Favre participó en varias exposiciones nacionales e internacionales, como la Gran Exposición y la Exposición de la Industria de Todas las Naciones, que se celebraron en 1851 y 1853 respectivamente.
Henry A. Favre, nacido en 1908 como parte de la séptima generación, junto con su padre y otros predecesores de la sexta generación, continuaron haciendo crecer y desarrollando el negocio, estableciendo oficinas y empleando representantes en América del Sur, África, Oriente Medio, Extremo Oriente y los mercados europeos. Sin embargo, a finales de la Segunda Guerra Mundial, la India era el país más importante para la empresa gracias a su oficina en Bombay.
Alrededor de 1925, Favre-Leuba produjo un reloj cronógrafo de un solo botón y creó el modelo original del reloj Reverso, que fue diseñado para la práctica del polo, a finales de la década de 1930. La compañía continuó realizando innovaciones, como el movimiento FL101 en 1955, que se utilizó por primera vez en los modelos de relojes Sea Chief, Sea King y Sea Raider.
En 1957, la empresa diseñó los FL103 y 104, dos calibres automáticos. El nuevo calibre FL251, con un barrilete doble extraplano con segundero central y reserva de marcha de 50 horas, se lanzó en 1962, junto con el reloj de pulsera de cuerda manual Bivouac, que fue el primer reloj mecánico de la historia con un altímetro y un barómetro aneroide. Paul-Emile Victor fue uno de los primeros en llevar esta pieza durante su expedición Antártida, Este modelo sería utilizado por Michel Vaucher y Walter Bonatti cuando alcanzaron la cima de los Grandes Jorasses en los Alpes.
En 1964, se lanzó uno de los primeros relojes de buceo, el Deep Blue, resistente al agua hasta 200 metros, seguido por el Bathy en 1968, el primer reloj mecánico que no solo indicaba el tiempo y la duración de la inmersión, sino que también medía con precisión la profundidad de la inmersión. El mismo año en que se lanzó el Bathy, Favre-Leuba agregó un reloj automático a sus calibres de doble barrilete, lo que la convirtió en una de las primeras marcas en utilizar esta combinación en la producción. Los nuevos movimientos estaban disponibles con o sin función de calendario.

### Crisis del cuarzo y secuelas
Florian A. Favre y Eric A. Favre, hijos de Henry A. Favre, junto con Frederic A. Favre, nieto de Fritz-Augustus Favre, formaban parte de la octava generación de la familia propietaria de la firma. Formaron el Consejo de Administración hasta que la gestión de la empresa hasta que la marca fue vendida. La crisis del cuarzo provocada por los relativamente baratos relojes de cuarzo producidos en Japón a partir de 1969 aumentó enormemente la competencia, lo que obligó a la familia a vender su empresa en 1985 ante la dificultad de vender los relojes mecánicos comparativamente más caros de la empresa. Posteriormente, la compañía pasó por diferentes manos, como Benedom SA y LVMH. En 2007, Favre-Leuba regresó a la industria relojera con el lanzamiento de tres nuevos modelos en la denominada The Mercury Collection.
El 16 de noviembre de 2011, Titan Company, la empresa de fabricación de relojes del Grupo Tata, adquirió la marca Favre-Leuba.
Tras la venta al Grupo Titan, se lanzaron nuevas colecciones de relojes en 2016 (Raider y Chief), encabezadas por su modelo estrella, el Raider Harpoon.

## Colaboraciones con deportistas
Desde 1962, Favre-Leuba ha colaborado históricamente con numerosos atletas, especialmente montañistas y exploradores.
En el certamen Baselworld de 2017, la empresa lanzó el Raider Bivouac 9000, el único reloj que mide mecánicamente la altitud hasta los 9000 m. El Raider Bivouac 9000 fue galardonado como el mejor reloj en la categoría New Star por WatchStars. El jurado de 70 miembros, que incluía expertos en relojes, periodistas y coleccionistas, eligió 35 relojes y, de ellos, votó al ganador del premio New Star 2018.
En 2017, Favre-Leuba apoyó a muchos atletas y exploradores, como la Arctic Mission dirigida por Pen Hadow. La empresa también se asoció con Satyarup Siddhanta, el alpinista más joven del mundo y el primero de la India en escalar tanto las Siete Cumbres como las Siete Cumbres Volcánicas.
Favre-Leuba ha colaborado con alpinistas profesionales como Adrian Ballinger, que, junto con su equipo, hizo cumbre en el monte Everest con el Raider Bivouac 9000 el 20 de mayo de 2018. Con la expedición de Ballinger, el Raider Bivouac 9000 estableció un récord como el único reloj de pulsera mecánico equipado con un barómetro aneroide que funcionó en el Monte Everest.
La marca también ha colaborado con Emily Harrington, que utilizó el mismo reloj en su expedición de 2018. Otros socios de la marca incluyen a los atletas suizos Ralph Weber, Nicolas Hojac, y Ricardo Feller.
En 2017, la ex embajadora japonesa de Favre-Leuba, Sayuri Kinoshita, batió el récord mundial de una inmersión constante sin aletas en la competición Vertical Blue.